# Nullwinkelauftrieb
Der Nullwinkelauftrieb {\displaystyle C_{\mathrm {a} 0}} ist die Kennzahl des dynamischen Auftriebs eines Flügelprofils bei einem Anströmwinkel von null Grad zur Profilsehne. Er ist abhängig von der aerodynamisch wirksamen Wölbung. Nicht gewölbte (symmetrische) oder gewisse S-Schlagprofile haben keinen Nullwinkelauftrieb. Profile mit einem hohen maximalen Aufrieb haben meist auch einen großen Nullwinkelauftrieb.
Da der Auftriebsanstieg {\displaystyle \Delta C_{\mathrm {a} }/\Delta \alpha } bei allen Profilen etwa gleich ist, sind Nullwinkelauftrieb und Nullauftriebswinkel {\displaystyle \alpha _{0}} proportional. Ein Anstellwinkel von {\displaystyle \alpha =-1^{\circ }} entspricht einem Nullwinkelauftrieb von {\displaystyle C_{\mathrm {a} 0}=0{,}11}.